# Giuseppe Salvarezza
Giuseppe Salvarezza nome di battaglia "Pinan" (Sarissola di Busalla, 1º giugno 1924 – Rovello di Mongiardino, 15 dicembre 1944) è stato un militare e partigiano italiano, che dopo la firma dell’armistizio dell’8 settembre 1943 entrò nel movimento di resistenza al nazifascismo. Decorato con la Medaglia d'oro al valor militare alla memoria.

## Biografia
Nacque a Sarissola di Busalla il 1 giugno 1924, all’interno di una modesta famiglia di contadini. Alla fine del mese di agosto del 1943 fu arruolato nel Regio Esercito, ed entrò in servizio nel 1º Reggimento del Corpo degli alpini. 
Al momento della firma dell’armistizio dell’8 settembre si trovava in forza al Battaglione alpino "Pieve di Teco" di stanza a Cairo Montenotte (Savona, ed operante all’interno della 4ª Divisione alpina "Cuneense".
Per non prestare servizio nell'esercito della neocostituita Repubblica di Salò, si aggregò ad gruppo di partigiani del chiavarese, raggiungendo Cichero, frazione di San Colombano Certenoli nell’entroterra di Chiavari, per entrare in una delle prime formazioni operanti nella zona. Ben presto si fece notare per il suo ardimento, l’abilità nello sfruttare il territorio e la capacità di instaurare buoni rapporti con la popolazione locale. Divenuto comandante del distaccamento nel luglio 1944, poi elevato al rango di battaglione nel novembre successivo, "Franchi" della Brigata "Oreste", nel quale militavano anche diversi elementi di origine straniera. Rimase ucciso nel corso di un massiccio rastrellamento sul monte Bossola, nei pressi di Rovello (Mongiardino Ligure), mentre cercava di distogliere l’attenzione di un reparto tedesco dalle postazioni dove erano nascosti i suoi compagni. 
Per onorarlo gli fu conferita la Medaglia d'oro al valor militare alla memoria, e in seguito gli fu eretto un monumento commemorativo in piazza della Liberazione a Sarissola e gli venne intitolato il Circolo Ricreativo E.N.D.A.S. Bocciofila Sarissolese” Pinan” .

### Annotazioni
1. ↑  Con il suo nome di battaglia “Pinan” unito al nome della località di base (Cichero) fu battezzata una famosa Divisione partigiana, la 4ª Divisione Garibaldi "Pinan Cichero".

### Fonti
1. 1 2 3 4 5  Bianchi 2012, p. 204.
2. 1 2 3 4  Bianchi 2012, p. 205.
3. ↑  Scheda sul sito del Quirinale